# Caterina Caselli
Caterina Imelde Caselli (Modena, 10 aprile 1946) è una cantante, produttrice discografica, attrice e conduttrice televisiva italiana.
Conosciuta anche come Casco d'oro per la particolare acconciatura che la caratterizzava all'inizio della sua carriera, è tra le voci femminili di maggior successo negli anni sessanta e settanta, nota al grande pubblico soprattutto per le canzoni Nessuno mi può giudicare (1966), con cui si classificò seconda al Festival di Sanremo, e Insieme a te non ci sto più (1968). Dirada ampiamente la sua presenza nelle scene musicali dal 1975, intraprendendo una fortunata carriera di talent scout e lanciando numerosi artisti, tra i quali Gerardina Trovato, Elisa, Andrea Bocelli e i Negramaro.

## Biografia

### Gli esordi
Figlia di Francesco Caselli, un salumiere di fede socialista, e Giuseppina, una magliaia. La sua infanzia vissuta a Magreta (frazione di Formigine) viene segnata da un tragico evento: nel 1960, quando lei ha 14 anni, il padre, sofferente di una grave forma di depressione, si suicida, lasciando la moglie e le due figlie.
Dopo un breve periodo di gavetta trascorso suonando il basso nei primi complessi che si esibiscono nelle balere emiliane, a diciassette anni partecipa alla rassegna "Voci Nuove" di Castrocaro, nel 1963, arrivando in semifinale (in questa occasione conosce Gigliola Cinquetti, di cui diviene amica). Viene notata dal discografico Alberto Carisch e scritturata dalla milanese MRC, etichetta fondata da Carisch qualche anno prima. Così incide il primo singolo Sciocca/Ti telefono tutte le sere (quest'ultima presentata ad una puntata della trasmissione televisiva La fiera dei sogni di Mike Bongiorno), un 45 giri che non ebbe successo.
L'anno successivo, dopo aver firmato per la CGD della famiglia Sugar, si mette in mostra al Cantagiro con Sono qui con voi, versione italiana di Baby please don't go di Joe Williams.

### La notorietà conNessuno mi può giudicare

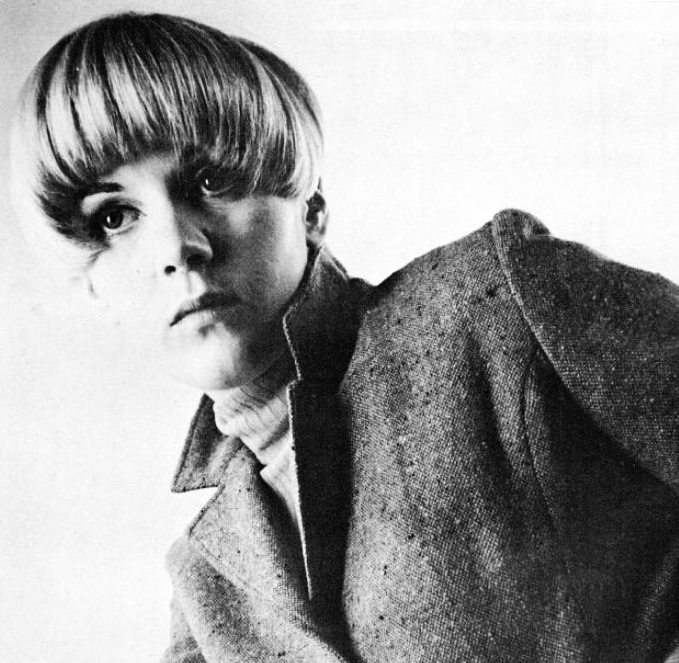
Caterina Caselli nel 1967 con l'acconciatura tipica che la caratterizzava in quel periodo

Il colpo di fortuna arriva nel 1966, quando Celentano si presenta al Festival di Sanremo con Il ragazzo della via Gluck, scartando il brano Nessuno mi può giudicare, già confezionato per lui e che viene affidato alla giovane cantante modenese, che lo canterà in coppia con Gene Pitney. È in quell'occasione che Caterina Caselli si presenta al pubblico con un'acconciatura bionda a caschetto - ideata appositamente per lei dagli stilisti Vergottini - meritandosi il soprannome "Casco d'oro" che l'accompagnerà per tutta la carriera. Il Festival viene vinto da Domenico Modugno e da Gigliola Cinquetti con Dio, come ti amo, ma le maggiori vendite di dischi verranno fatte registrare proprio da Celentano e Caterina, con più di un milione di copie, mentre la canzone vincitrice si ferma a 300 000 copie.
Nessuno mi può giudicare resta al primo posto della classifica per 11 settimane consecutive. Sull'onda di questo successo discografico il regista Ettore Maria Fizzarotti la chiama per girare l'omonima pellicola sentimentale, con Laura Efrikian, Nino Taranto e Gino Bramieri.
Nessuno mi può giudicare in Spagna diventa Ninguno me puede juzgar mentre in Francia è conosciuta con il titolo Baisse un peu la radio, incisa oltre che dalla Caselli anche da Dalida; tra gli altri successi di quell'anno va segnalata anche una cover della canzone Paint It Black dei Rolling Stones, tradotta con il titolo Tutto nero.

### I successi musicali e le interpretazioni cinematografiche
Nel 1966 la Caselli trionfa al Festivalbar con Perdono, mentre con l'altro lato del 45 giri, L'uomo d'oro, si classifica al 4º posto a Un disco per l'estate.
Sempre nello stesso anno il regista Ettore Maria Fizzarotti la sceglie come co-protagonista del film commedia Perdono con Fabrizio Moroni e Nino Taranto, un musicarello nel quale la parte principale è affidata a Laura Efrikian, allora moglie di Gianni Morandi.
A fine estate del '66 esce il suo primo 33 giri intitolato Caterina meets the We Five, compilation dei suoi primi tre 45 giri. Il 33 giri è condiviso con il gruppo americano dei We Five che aveva esordito l'anno prima con You were on my mind presente pure in questo LP; in autunno esce il 33 giri tutto suo intitolato Casco d'oro in cui inserisce È la pioggia che va dei Rokes e Puoi farmi piangere versione italiana di I put a spell on you, canzone d'esordio degli Alan Price Set. Nel 1967 partecipa di nuovo al Festival della canzone italiana presentando in coppia a Sonny & Cher Il cammino di ogni speranza, che non riesce a entrare in finale, anche se venderà un buon numero di dischi. Ancora meglio vende quello stesso anno Sono bugiarda, versione italiana (testo italiano di Mogol) di I'm a Believer, scritta da Neil Diamond e incisa dai Monkees nel 1966.
Sempre nel 1967, in concomitanza con la trasmissione omonima da lei condotta insieme a Giorgio Gaber, pubblica il 3º album, Diamoci del tu ed è anche protagonista del film musicale di Ferdinando Baldi Io non protesto, io amo con Livio Lorenzon, Tiberio Murgia e Mario Girotti (non ancora Terence Hill). Inoltre appare nel film musicale di Giorgio Bianchi Quando dico che ti amo in cui sono presenti anche altri cantanti: Tony Renis, Lola Falana, Enzo Jannacci, Annarita Spinaci, Lucio Dalla e Jimmy Fontana.
Molte le canzoni di successo nel 1968 (anno in cui non partecipa al Festival di Sanremo) Il volto della vita, cover di Days of Pearly Spencer dell'irlandese David McWilliams, e della quale esistono due versioni con testi differenti, con la quale vince il Cantagiro, L'orologio con la quale partecipa a Un disco per l'estate, Insieme a te non ci sto più di Paolo Conte e Il carnevale (6ª classificata a Canzonissima).
Sempre nel 1968 interpreta un film di Enzo Battaglia: Play Boy, con Sergio Leonardi, conosciuto anche come Sono bugiarda o Playboy.
Nel 1969 torna a Sanremo cantando in coppia a Johnny Dorelli Il gioco dell'amore, arrivando in finale e piazzandosi all'8º posto.
Sempre nel 1969, la sua canzone Cento Giorni viene usata come fondo musicale a una scena spettacolare del film francese Il cervello, diretto da Gérard Oury, dove Silvia Monti scende in costume da bagno dal balcone di una villa utilizzando una corda.
Nel 1970 partecipa in coppia con Nino Ferrer a Sanremo, dove presenta Re di cuori, e pur arrivando in finale, non convince del tutto gli acquirenti di dischi.
Agli inizi di giugno, partecipa con scarsa fortuna a Un disco per l'estate con Spero di svegliarmi presto.

### Il ritiro dalle scene e la carriera di produttrice discografica
Dopo il matrimonio nel giugno del 1970 con Piero Sugar (con il quale è rimasta sposata sino al 2022, anno della morte di lui), figlio di Ladislao, responsabile dell'omonima casa discografica, dirada l'attività, continuando comunque a cantare ancora per qualche anno.
Ad ottobre partecipa con buon successo a Canzonissima dove, in finale, presenta Viale Kennedy.
Nel 1971, dopo il Festival di Sanremo al quale partecipa con Ninna nanna (cuore mio) in coppia con i Dik Dik, presenta La casa degli angeli a una puntata di Senza Rete con Peppino Di Capri, dove canta dal vivo i suoi più grandi successi. Il 25 novembre diventa mamma di Filippo che continuerà la tradizione dei Sugar nella discografia.
Nel 1972 presenta a Teatro 10 l'LP Caterina Caselli che è quasi totalmente un disco di cover. Il disco contiene infatti pezzi di Cat Stevens, di Bill Withers, di Louis Armstrong, dei Lindisfarne, di Giorgio Moroder, degli Uriah Heep (L'uomo del Paradiso, cover di Lady in Black, con testo di Claudio Daiano ed Ettore Carrera), di Harry Nilsson e altri.

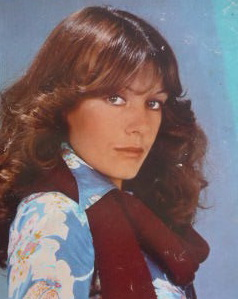
Caterina Caselli nel 1975

A settembre del 1972 presenta Le ali della gioventù alla Mostra Internazionale di Musica Leggera a Venezia (ex Gondola d'oro) e, subito dopo, partecipa a Canzonissima, dove arriva alla semifinale con È domenica mattina. Nel 1973 partecipa al Festivalbar con Un sogno tutto mio, brano prodotto da Giancarlo Lucariello (ex produttore dei Pooh), il cui testo è scritto da Valerio Negrini, paroliere ed ex componente dei Pooh, e la musica composta da Guido Maria Ferilli (autore di Un amore così grande che diventerà un successo internazionale). Questo 45 giri passa quasi inosservato anche per l'inesistente promozione discografica.
Sempre sotto la produzione di Lucariello, nel 1974 pubblica Primavera, un concept album caratterizzato da grandi melodie e sofisticati arrangiamenti con pianoforte e orchestra. Da questo viene estratto il singolo Momenti si, momenti no, che viene accolto tiepidamente. In autunno partecipa ancora alla Mostra internazionale di Musica leggera di Venezia col secondo singolo estratto Desiderare, che non riscuote il successo sperato. In quell'occasione dichiara durante un'intervista "Se queste canzoni non funzionano, smetto di cantare". E mantiene la parola: decide di ritirarsi dalle scene musicali nel 1975 e lo fa con un nuovo 33 giri e un programma tutto suo intitolati Una grande emozione. Si dedicherà all'attività di talent scout e produttore discografico e nel 1977 fonda una propria casa discografica, la Ascolto. La sua voce tuttavia si potrà ascoltare ancora in duetto nelle canzoni: L'Erminia teimp adree, con Pierangelo Bertoli nel 1978, Amico è, incisa con Dario Baldan Bembo nel 1983 che è stata la sigla di chiusura del quiz televisivo di Mike Bongiorno Superflash, Vado alle Hawaii con Sergio Caputo, Ricetta di donna con Ornella Vanoni e Loredana Bertè, Little Drummer Boy con Rettore e con i Magazzini Criminali. Con la Ascolto inizia a lanciare nuovi talenti: il già citato Bertoli, Franco Fanigliulo, Faust'O, Area, Mauro Pagani e Gian Piero Alloisio.
Alla chiusura dell'etichetta, alla fine del 1982, la Caselli continua l'attività di discografica presso la CGD e successivamente entra a far parte del management della casa discografica del gruppo Sugar, la Sugar Music.
Torna al Festival di Sanremo per l'ultima volta nel 1990 con Bisognerebbe non pensare che a te, bissata da Miriam Makeba; alla canzone fa seguito un album in cui, oltre al brano sanremese e ad altri due inediti, vi sono alcune rivisitazioni di vecchi successi. Continua il ruolo di manager e scopritrice di talenti: lancia infatti Giuni Russo, Paolo Vallesi, Gerardina Trovato, Andrea Bocelli, Luca Bonaffini, gli Avion Travel, Elisa, i Negramaro, Malika Ayane, Raphael Gualazzi, Giovanni Caccamo, Madame e Sangiovanni.
Nel 1997 recita la parte della zia del protagonista Mastandrea nel film commedia di Davide Ferrario Tutti giù per terra, con il giovane Valerio Mastandrea, Carlo Monni e Benedetta Mazzini.
Nel 2006, in concomitanza all'uscita del film di Michele Soavi Arrivederci amore, ciao con Alessio Boni, Michele Placido e Isabella Ferrari, esce un cd singolo, su etichetta Sugar, con la nuova versione di Insieme a te non ci sto più intitolata Arrivederci amore, ciao. Nello stesso cd anche la versione strumentale e due canzoni tratte dall' LP Amada mia del 1990: Come mi vuoi e Amada mia, entrambe di Paolo Conte. La canzone vince inaspettatamente il David di Donatello del 2006 come migliore canzone originale.
Nel 2009 ha partecipato con altri 56 artisti italiani, riuniti nel progetto "Artisti uniti per l'Abruzzo", all'incisione del brano benefico Domani 21/04.2009 per l'Abruzzo colpito dal terremoto.
Il 25 giugno 2012 è tornata in scena come cantante per il Concerto per l'Emilia tenutosi a Bologna per sostenere le popolazioni emiliane colpite dal terremoto, interpretando Insieme a te non ci sto più e, in duetto con Francesco Guccini, Per fare un uomo.
Il 12 dicembre 2021, dopo anni di lontananza dalle scene, è tornata in televisione ospite di Fabio Fazio a Che tempo che fa per parlare del suo nuovo docufilm dal titolo Caterina Caselli - Una vita 100 vite.

## Onorificenze e riconoscimenti
2025 Premio Ondina d'oro del Carnevale di Viareggio

## Filmografia

### Cinema
- Nessuno mi può giudicare, regia di Ettore Maria Fizzarotti (1966)
- Perdono, regia di Ettore Maria Fizzarotti (1966)Caterina Caselli in Perdono (1966)

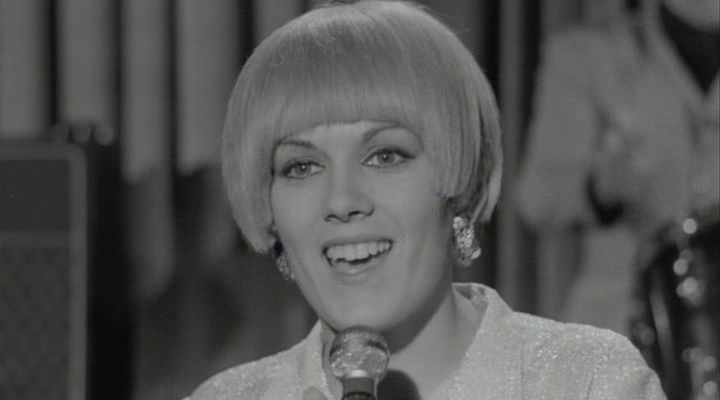
Caterina Caselli in Perdono (1966)

- Quando dico che ti amo, regia di Giorgio Bianchi (1967)
- Una ragazza tutta d'oro, regia di Mariano Laurenti (1967)
- Io non protesto, io amo, regia di Ferdinando Baldi (1967)
- L'immensità (La ragazza del Paip's), regia di Oscar De Fina (1967)
- Play Boy[6][7][8], regia di Enzo Battaglia (1967)
- Il professor Matusa e i suoi hippies, regia di Luigi De Maria (1968)
- Un sorriso, uno schiaffo, un bacio in bocca regia di Mario Morra (1976)
- Tutti giù per terra, regia di Davide Ferrario (1997)
- Nessuno ci può giudicare[9], di Steve Della Casa e Chiara Ronchini (2016)
- Caterina Caselli - Una vita 100 vite, di Renato De Maria (2021)

### Televisione
- Studio Uno, regia di Antonello Falqui (Programma Nazionale, 1966)
- E sottolineo yé, regia di Vito Molinari (Programma Nazionale, 1967)
- Diamoci del tu, regia Romolo Siena (Secondo Programma, Programma Nazionale, 1967)
- Gala per Johnny Dorelli, regia di Vito Molinari (Programma Nazionale, 1968)
- Vivendo sambando, regia di Giancarlo Nicotra (Programma Nazionale, 1970)
- Una grande emozione, regia di Giancarlo Nicotra (Secondo Programma, 1975)
- Qualcuno mi può giudicare, regia di Paolo Beldì (Rai 3, 1998)

Nel 1967, insieme ad Alberto Rabagliati, prese parte agli sketch della rubrica pubblicitaria televisiva Carosello che pubblicizzavano il Burro Optimus, il latte Stemag e lo Stelat della Polenghi Lombardo; nel 1968 a quelli che pubblicizzavano i televisori Minerva della Cozzi dell'Aquila e, nel 1969, nuovamente per la pubblicità del latte Stella/Stelat/Stemag, in una nuova serie di 5 Caroselli dove interpretava i suoi ultimi successi.

## Programmi radiofonici Rai
- Arriva Caterina, chiacchiere e musica con Caterina Caselli e Giancarlo Guardabassi (1970)

## Partecipazioni a manifestazioni canore

### Festival di Sanremo
| Edizione | Artista          | Abbinamento    | Brano                             | Autore                                                       | Categoria | Posizione     | Premi                |
| -------- | ---------------- | -------------- | --------------------------------- | ------------------------------------------------------------ | --------- | ------------- | -------------------- |
| 1966     | Caterina Caselli | Gene Pitney    | Nessuno mi può giudicare          | Daniele Pace, Mario Panzeri, Luciano Beretta, Miki Del Prete | Unica     | 2°            | Premio secondo posto |
| 1967     | Caterina Caselli | Sonny & Cher   | Il cammino di ogni speranza       | Umberto Napolitano                                           | Unica     | Non finalista | -                    |
| 1969     | Caterina Caselli | Johnny Dorelli | Il gioco dell'amore               | Franco Migliacci, Ivo Callegari                              | Unica     | 8º            | -                    |
| 1970     | Caterina Caselli | Nino Ferrer    | Re di cuori                       | Giancarlo Bigazzi, Claudio Cavallaro, Totò Savio             | Unica     | 14º           | -                    |
| 1971     | Caterina Caselli | Dik Dik        | Ninna nanna (Cuore mio)           | Luigi Albertelli, Enrico Riccardi                            | Unica     | 10°           | -                    |
| 1990     | Caterina Caselli | Miriam Makeba  | Bisognerebbe non pensare che a te | Maurizio Fabrizio, Guido Morra                               | Campioni  | Finalista     | -                    |

### Canzonissima
- Canzonissima 1967: Sole spento
- Canzonissima 1968: Perdono - Insieme a te non ci sto più - Il carnevale
- Canzonissima 1970: L'umanità - La mia vita, la nostra vita - Viale Kennedy
- Canzonissima 1972: Le ali della gioventù - La casa degli angeli -  È domenica mattina

### Mostra internazionale di musica leggera
- 1966: Perdono - Vince la Gondola d'oro
- 1967: Sono bugiarda - Incubo n.4
- 1972: Le ali della gioventù
- 1974: Momenti sì, momenti no - Desiderare

### Un disco per l'estate
- 1966: L'uomo d'oro - 4º posto
- 1968: L'orologio - 7º posto
- 1970: Spero di svegliarmi presto - Semifinalista

### Cantagiro
- 1965: Sono qui con voi, (Girone B) - Semifinalista
- 1968: Il volto della vita, (Girone A) - 1º posto
- 1969: Emanuel, (Girone A) - 5º posto

### Festivalbar
- 1966: Perdono - 1º posto
- 1967: Sono bugiarda - 2º posto
- 1968: L'orologio - 5º posto
- 1969: Tutto da rifare - Finalista
- 1973: Un sogno tutto mio